# Carl Chassot de Florencourt
Carl Chassot de Florencourt (geboren am 2. Januar 1756 in Braunschweig; gestorben am 14. Juni 1790 in Blankenburg) war ein herzoglich braunschweigischer Berg- und Kammerrat sowie Mathematiker und Hobbyentomologe.

## Leben
Florencourt war ein Sohn des herzoglich braunschweigischen Forstsekretärs Nicolaus Antonius Florencourt und dessen Ehefrau Johanna Henriette Sophie (geborene Roehl). Mütterlicherseits entstammte er einer alten Braunschweiger Kaufmannsfamilie. Sein alleiniger Taufpate war Herzog Karl I. von Braunschweig. Nach dem Besuch des Collegium Carolinum (Eintritt 1775 Nr. 712) studierte er ab 1777 Mathematik an der Universität Göttingen. Er beschäftigte sich zudem intensiv mit den Bergwerks- und Forstwissenschaften. 1780 wurde er in Göttingen zum außerordentlichen Professor der Philosophie ernannt. Chassot de Florencourt war Mitglied der Freimaurerlogen Carl zur gekrönten Säule (Braunschweig) und Augusta zu den drei Flammen (Göttingen). Er unternahm jedoch zunächst mit einem Freund, dem Jurastudenten Jakob Georg von Berg, eine längere Fortbildungsreise. Sie reisten 1781 zunächst nach Straßburg und nach einem dreimonatigen Aufenthalt weiter in die Schweiz über Olten nach Zürich. Gemeinsam gingen sie bis nach Lausanne, wo sich ihre Wege trennten.
1783 wurde er zum Berg- und Kammerrat ernannt und bezog seinen Amtssitz in Blankenburg im Harz, wo bereits sein Vater als Forstrat arbeitete. Für die von ihm 1783 bei einer Ausschreibung eingereichte Schrift über die Bergwerke der Alten erhielt er von der Königlichen Societät der Wissenschaften die Hälfte des zu vergebenden Preises. Die Aufgabe war es zu beschreiben, wie die Bergwerke der Alten beschaffen waren, und zu beurteilen, ob sich davon etwas vorteilhaft für den Bergbau und des Hüttenwesen nutzen ließe. Die andere Hälfte des Preises ging an Johann Friedrich Reitemeier für dessen Schrift Geschichte des Bergbaues und Hüttenwesens bey den alten Völkern. Anschließend wurde er als Korrespondierendes Mitglied aufgenommen. Die Schrift erschien 1785 auch in gedruckter Form.
Er hatte einen jüngeren Bruder Friedrich Heinrich Wilhelm Chassot de Florencourt (* 10. Februar 1761 in Braunschweig), der mit Maria Adriana (geborene Geenrudts, * 20. September 1767) aus Antwerpen verheiratet war.

## Insektenkunde
Nach seinem Tod erschien 1796 eine von ihm verfasste Schrift über Insekten (speziell Käfer), die im Umkreis von Göttingen heimisch waren. Der Strichfleckige Marienkäfer wurde von ihm 1796 als Coccinella testudo oder Schildkrötenkäfer in diesem Werk benannt.

## Werke (Auswahl)
- Abhandlungen aus der juristischen und politischen Rechenkunſt, nebst einer Vorrede Herrn Hofrath Kästners. Richter, Altenburg 1781 (digitale-sammlungen.de – Abraham Gotthelf Kästner Vorrede).
- Herrn Carl Chassot de Forencourt Herzogl. Braunschweig. Bergrath Correspondent der K. Soc. d. W. zu Göttingen, … über die Bergwerke der Alten. Johann Christian Dieterich, Göttingen 1785 (digitale-sammlungen.de).
- Verzeichniß der Insekten Göttingischer Gegend vom seeligen Cammerrath von Florencout Blankenburg. In: Friedrich Albrecht Anton Meyer (Hrsg.): Zoologisches Archiv. Teil 1, Dyckische Buchhandlung, Leipzig 1796, S. 197–244.